# Alfa Monocerotis
Alfa Monocerotis ( α Monocerotis, förkortat Alfa Mon,  α Mon)  som är stjärnans Bayerbeteckning, är en jättestjärna belägen i den sydöstra delen av stjärnbilden Enhörningen. Den har en kombinerad skenbar magnitud på 3,94, är synlig för blotta ögat där ljusföroreningar ej förekommer och den ljusaste stjärnan i stjärnbilden. Baserat på parallaxmätning inom Hipparcosuppdraget på ca 22,1 mas, beräknas den befinna sig på ett avstånd på ca 148 ljusår (ca 45 parsek) från solen.

## Egenskaper
Alfa Monocerotis är en gul till vit stjärna av spektralklass G9.5 III-IIIb Fe-0.5, vilket anger att den är en utvecklad jättestjärna av spektraltyp G, som har förbrukat förrådet av väte i dess kärna och med det yttre skiktet expanderat och kylt. Fe-0.5-noteringen anger att spektret visar ett litet underskott av järn i förhållande till andra stjärnor av denna temperatur. Den är en röd klumpjätte, vilket innebär att det genererar energi genom fusion av helium i dess kärna. Den har en massa som är ungefär dubbelt så stor som solens massa, en radie som är ca 10 gånger större än solens och utsänder från dess fotosfär ca 96 gånger mera energi än solen vid en effektiv temperatur på ca 4 880 K.